# Luis Montero Carrasco
Luis David Montero Carrasco (Santo Domingo, 6 aprile 1993) è un cestista dominicano.

## Carriera
Con la Rep. Dominicana ha disputato i Campionati mondiali del 2019.